# Komlósd
Komlósd là một thị trấn thuộc hạt Somogy, Hungary. Thị trấn này có diện tích 7,46 km², dân số năm 2010 là 191 người, mật độ 26 người/km².